# Olga Ivinskaïa
Olga Vsevolodovna Ivinskaïa (en russe : Ольга Всеволодовна Ивинская ; 16 juin 1912 à Tambov – 8 septembre 1995 à Moscou) est une éditrice, traductrice et écrivain russe, amante et muse de Boris Pasternak de 1946 à 1960.

## Biographie
Ivinskaïa est née dans une famille de la petite noblesse. Mariée et mère d'Irina Emélianova (ru) (1938) - la petite « Katia » du roman Le Docteur Jivago, elle quitte son mari jaloux (qui se suicide) pour rejoindre un nommé Vinogradov avec lequel elle a un second enfant, Dimitri (1941).
Au début de l'invasion de l'URSS par l'Allemagne hitlérienne en 1941, elle traverse une partie du pays pour récupérer sa mère Maria qui a été dénoncée et erre à demi-morte de faim dans une forêt. Elle la ramène à Moscou dans le petit appartement rue Potapov, pour apprendre que son second époux a péri sur le front, à 36 ans. La guerre finie, elle trouve un emploi de secrétaire de rédaction à la revue Novy Mir.

Olga Ivinskaïa et Pasternak

En octobre 1946, quand Boris Pasternak la rencontre dans les bureaux de la revue, il est un écrivain déjà reconnu. Il n'est plus publié, mais occupe encore une grande datcha à Peredelkino, le village des artistes officiels, avec sa seconde épouse et leurs fils. Lui qui vivait de traductions retrouve le goût de la création. Depuis longtemps, il souhaitait écrire un roman. Il a presque renoncé. Olga le réveille, le rajeunit, l'inspire : Pasternak reprend l'écriture de ce qui deviendra Le Docteur Jivago - Olga Ivinskaïa lui inspirant le personnage de « Lara », la maîtresse du docteur Jivago. Mais la nouvelle de sa liaison comme celle de son livre se répandent. Et si lui est intouchable, protégé par Staline lui-même, elle, est arrêtée en 1949 et expédiée dans un camp. Enceinte, elle perd leur bébé. Pasternak, désespéré, s'occupe de sa famille, lui envoie colis sur colis, jusqu'à sa libération en 1953 due à la mort de Staline.
Après la publication du Docteur Jivago (1957), elle est à nouveau expédiée en 1960 pour quatre ans au goulag, pour « trafic de devises », une manière de la punir d'avoir permis la publication du Docteur Jivago à l'étranger.
Ses dernières années elle se bat judiciairement avec la famille de Pasternak pour récupérer les manuscrits confisqués par le KGB que Pasternak lui avait légués. En dépit de sa réhabilitation en 1988, elle n'obtient pas gain de cause.
Sa fille, Irina Emélianova, a publié plusieurs essais sur cette période, dont un qui fut traduit en français. Elle fut l'épouse du poète et traducteur Vadim Kozovoï. Son petit-fils, Andreï Kozovoï, est historien spécialiste de l'histoire russe au XXe siècle, professeur des universités à l'université de Lille.

## Publication
- Otage de l'éternité : mes années avec Pasternak, Fayard, 1978, 484 p. (ISBN 978-2-213-00569-0)